# Доминик Мърфи
Доминик Мърфи (на английски: Dominic Murphy) е американски дипломат.

## Биография
Мърфи е роден във Филаделфия на 31 май 1847 г.
Работи като юрист, служител в американската пенсионна служба и издател, секретар е на държавната комисия за строителството на Панамския канал, аодина е на дипломатическа служба от 1905 г. През следващите години е консул на Съединените щати в Бордо (1905 – 1909), Санкт Гален (1909 – 1914) и Амстердам (1914 – 1915) и генерален консул в София (1915 – 1918) и Стокхолм (1919 – 1924).
Мърфи е първият ръководител на американската дипломатическа мисия в България. Тъй като Съединените щати не обявяват война на България по време на Първата световна война, той е сред малкото дипломати от страни на Антантата в София и участва в сключването на Солунското примирие през септември 1918 г.
Доминик Мърфи умира на 13 април 1930 г.

## Памет
На Доминик Мърфи е наречена улица „Мърфи“ в квартал „Подуяне“ в София (Карта).